# أندرياس لاودروب
أندرياس لاودروب (بالدنماركية: Andreas Laudrup)‏ (10 نوفمبر 1990 ببرشلونة في إسبانيا - ) هو لاعب كرة قدم دانمركي في مركز جناح ‏. شارك مع منتخب الدنمارك تحت 16 سنة لكرة القدم ومنتخب الدنمارك تحت 17 سنة لكرة القدم ومنتخب الدنمارك تحت 18 سنة لكرة القدم ومنتخب الدنمارك تحت 19 سنة لكرة القدم ومنتخب الدنمارك تحت 20 سنة لكرة القدم ومنتخب الدنمارك تحت 21 سنة لكرة القدم. أما مع النوادي، فقد لعب مع آرهوس جمناستيك فورينينغ ونادي سانت إتيان ونادي لينغبي ونادي نوردشيلاند.

## روابط خارجية
- أندرياس لاودروب على موقع قاعدة بيانات كرة القدم.إي يو (الإنجليزية)
- أندرياس لاودروب على موقع Soccerway.com (الإنجليزية)
- أندرياس لاودروب على موقع عالم كرة القدم.نت (الإنجليزية)
- أندرياس لاودروب على موقع AS.com (الإسبانية)